# سماكين الغرب
قرية سماكين الغرب هي إحدى القرى التابعة لمركز الحسينية في محافظة الشرقية في جمهورية مصر العربية. حسب إحصاءات سنة 2006، بلغ إجمالي السكان في سماكين الغرب 12482 نسمة، منهم 6333 رجل و6149 امرأة.

## التاريخ
قرية سماكين الغرب من القرى القديمة، حيث وردت باسم «بركة السمّاق» في أعمال الشرقية ضمن قرى الروك الصلاحي التي أحصاها ابن مماتي في كتاب قوانين الدواوين. كما وردت باسم «بركة السماق» في أعمال الشرقية ضمن قرى الروك الناصري التي أحصاها ابن الجيعان في كتاب «التحفة السنية بأسماء البلاد المصرية». وفي العصر العثماني كان اسمها «بركة السماقين» في التربيع العثماني الذي أجراه الوالي العثماني سليمان باشا الخادم في عصر السلطان العثماني سليمان القانوني ضمن قرى ولاية الشرقية، وفي تاريخ 1228هـ/1813م الذي عدّ قرى مصر بعد المسح الذي قام به محمد علي باشا باسم «السماكين» ضمن قرى مديرية الشرقية. وبعد فصل سماكين الشرق سنة 1317هـ/1899م، أصبحت تُعرف بسماكين الغرب.